# Himlen kan vänta (film, 1978)
Himlen kan vänta (engelska: Heaven Can Wait) är en amerikansk långfilm från 1978 i regi av Warren Beatty och Buck Henry, med Warren Beatty, Julie Christie, James Mason och Jack Warden i rollerna. Filmen vann en Oscar för Bästa scenografi och nominerades till ytterligare åtta Oscars, bland dem Bästa manliga huvudroll (Warren Beaty), Bästa kvinnliga biroll (Dyan Cannon) och Bästa film.

## Handling
Joe Pendleton (Warren Beatty) är en quarterback för amerikanska fotbollslaget Los Angeles Rams. Han ser fram emot att leda laget till Super Bowl, men blir överkörd av en lastbil. En orutinerad skyddsängel (Buck Henry) plockar Joe ut ur hans kropp för tidigt då han felaktigt tror att han snart är död, och tar honom till himlen.
Väl framme vägrar han tro att det faktiskt var dags för honom att dö, och efter efterforskningar inser den mystiska Mr. Jordan (James Mason) att Joe har rätt; det var åratal innan han faktiskt skulle dö. Tyvärr har Joes kropp redan kremerats, så en ny kropp måste hittas, och till slut hittar man industrimannen Leo Farnsworth. Farnsworth har just blivit nerdrogad och dränkt i badkaret av sin fru Julia (Dyan Cannon) och hennes älskare, Farnsworths personliga sekreterare, Tony Abbott (Charles Grodin).
Julia och Tony blir väldigt överraskade när Farnsworth dyker upp vid liv. Han köper nu Los Angeles Ram för att leda dem till Super Bowl som deras quarterback. För att lyckas måste han övertyga och få hjälp av sin vän och tränare Max Corkle (Jack Warden) så att han kan få sin nya kropp i form. Han förälskar sig även i miljökämpen Betty Logan (Julie Christie) som är starkt emot hur Farnsworths företag beter sig.
Julia och Abbott fortsätter med sina planer och skjuter ihjäl Farnsworth. Laget tar därför in en ny quarterback, Thomas Jarrett, för finalen. Efter en brutal tackling blir även Jarrett dödad och med Mr Jordans hjälp tar nu Joe över Jordans kropp och leder laget till seger.
När laget firar tar Mr Jordan bort Joes minnen och Joe blir Thomas Jarrett och den kosmiska balansen blir återställd. Jarrett och Betty träffas och filmen antyder starkt att de håller på att bli förälskade tack vare en delad känsla av déjà vu.

## Rollista
| Warren Beatty    | – Joe Pendleton    |
| Julie Christie   | – Betty Logan      |
| James Mason      | – Mr. Jordan       |
| Jack Warden      | – Max Corkle       |
| Charles Grodin   | – Tony Abbott      |
| Dyan Cannon      | – Julia Farnsworth |
| Buck Henry       | – Eskorten         |
| Vincent Gardenia | – Krim             |
| Joseph Maher     | – Sisk             |
| Hamilton Camp    | – Bentley          |
| Arthur Malet     | – Everett          |
| Stephanie Faracy | – Corinne          |
| Jeannie Linero   | – Lavinia          |

## Utmärkelser
Oscar
- Vann: Bästa scenografi (Paul Sylbert, Edwin O'Donovan och George Gaines)
- Nominerad: Bästa manliga huvudroll (Warren Beatty)
- Nominerad: Bästa manliga biroll (Jack Warden)
- Nominerad: Bästa kvinnliga biroll (Dyan Cannon)
- Nominerad: Bästa foto (William A. Fraker)
- Nominerad: Bästa regissör (Warren Beatty och Buck Henry)
- Nominerad: Bästa musik (Dave Grusin)
- Nominerad: Bästa film
- Nominerad: Bästa manus baserad på förlaga (Elaine May och Warren Beatty)